# Templehouse Lough
IlTemplehouse Lough (gaelico irlandese: Loch Theach an Teampla) è un lago di acqua dolce sito nella zona centrale della contea di Sligo. Si trova lungo il corso del fiume Owenmore.
Il lago si trova a 22 km a Sud di Sligo e 6 km a Ovest di Ballymote. Il lago presenta vari crannog sulla propria superficie.
Il lago è alimentato dall'Owenmore e da altri immissari minori nella zona meridionale. L'unico emissario è costituito sempre dal fiume Owenmore che lascia il lago sulla sponda settentrionale per poi fluire verso Nord e congiungersi con il Ballisodare.
Il lago è interessato da una buona varietà di fauna ittica che include rutilo, persico luccio, salmone e anche l'anguilla. Diverse specie di volatili svernano sul lago, tra queste si annoverano alzavola, fischione, germano reale, moretta eurasiatica e quattrocchi comune.
Il lago è raggiungibile mediante una strada locale che si stacca dalla N17 1 km a Nord del lago stesso.